# Zeadmete subantarctica
Zeadmete subantarctica är en snäckart som beskrevs av Powell 1933. Zeadmete subantarctica ingår i släktet Zeadmete och familjen Cancellariidae. Inga underarter finns listade i Catalogue of Life.